# 百春园街道
百春园街道，是中华人民共和国湖南省邵陽市大祥区下辖的一个乡镇级行政单位。

## 行政区划
百春园街道下辖以下地区：
滑石村社区、西城社区、百春园社区、金桥社区和七里坪社区。